# Єспер Карлссон
Карл Єспер Карлссон (швед. Karl Jesper Karlsson, нар. 25 липня 1998, Фалькенберг, Швеція) — шведський футболіст, форвард італійської «Болоньї» та національної збірної Швеції.
На правах оренди грає в клубі «Лечче».

## Клубна кар'єра
Карл Єспер Карлссон народився у місті Фалькенберг. Грати у футбол починав на аматорському рівні у клубі Четвертого диавізіону. У 2015 році він приєднався до футбольної школи місцевого клубу «Фалькенберг». Тоді ж молодий футболіст проходив вишкіл в академії англійського клубу «Брайтон енд Гоув Альбіон». Але повернувся до Швеції  і в квітні 2016 року Карлссон дебютував у Аллсвенскан. Вже по завершенні сезону 2016 року Єспер Карлссон уклав угоду з клубом «Ельфсборг», де провів майже чотири сезони.
У вересні 2020 року футболіст підписав контракт з клубом нідерландської Ередивізі АЗ. А за місяць форвард вже дебютував у новому клубі. Відіграв за акмарців три сезони як гравець основного складу, взявши участь у 123 іграх усіх турнірів.
23 серпня 2023 року за 11 мільйонів євро став гравцем італійської «Болоньї».
В січні 2025 року Карллсон був відправлений в оренду до кінця сезону в клуб Серії А «Лечче».

## Збірна
У 2017 році Єспер Карлссон у складі юнацької збірної Швеції (U-19) брав участь у юнацькій першості Європи.
У січні 2020 року у товариському матчі проти команди Молдови Єспер Карлссон дебютував у національній збірній Швеції.

## Статистика виступів

### Статистика клубних виступів
Станом на 22 серпня 2023
| Сезон                 | Команда               | Чемпіонат             | Чемпіонат | Чемпіонат | Національний кубок | Національний кубок | Національний кубок | Континентальні кубки | Континентальні кубки | Континентальні кубки | Інші змагання | Інші змагання | Інші змагання | Усього | Усього |
| Сезон                 | Команда               | Ліга                  | Ігор      | Голів     | Ліга               | Ігор               | Голів              | Ліга                 | Ігор                 | Голів                | Ліга          | Ігор          | Голів         | Ігор   | Голів  |
| --------------------- | --------------------- | --------------------- | --------- | --------- | ------------------ | ------------------ | ------------------ | -------------------- | -------------------- | -------------------- | ------------- | ------------- | ------------- | ------ | ------ |
| 2016                  | «Фалькенбергс ФФ»     | A                     | 26        | 7         | КШ+КШ              | 2+1                | 0                  | -                    | -                    | -                    | -             | -             | -             | 29     | 7      |
| 2017                  | «Ельфсборг»           | A                     | 14        | 0         | КШ+КШ              | 2+1                | 0+1                | -                    | -                    | -                    | -             | -             | -             | 17     | 1      |
| 2018                  | «Ельфсборг»           | A                     | 22        | 0         | КШ+КШ              | 3+1                | 0+1                | -                    | -                    | -                    | -             | -             | -             | 26     | 1      |
| 2019                  | «Ельфсборг»           | A                     | 25        | 8         | КШ+КШ              | 0+1                | 0+1                | -                    | -                    | -                    | -             | -             | -             | 26     | 9      |
| 2020                  | «Ельфсборг»           | A                     | 22        | 11        | КШ                 | 4                  | 1                  | -                    | -                    | -                    | -             | -             | -             | 26     | 12     |
| Усього за «Ельфсборг» | Усього за «Ельфсборг» | Усього за «Ельфсборг» | 83        | 19        |                    | 12                 | 4                  |                      | -                    | -                    |               | -             | -             | 95     | 23     |
| 2020–21               | АЗ                    | E                     | 32        | 11        | КН                 | 1                  | 0                  | ЛЄ                   | 6                    | 1                    | -             | -             | -             | 39     | 12     |
| 2021–22               | АЗ                    | E                     | 34        | 15        | КН                 | 4                  | 3                  | ЛЄ+ЛК                | 1+13                 | 0+3                  | -             | -             | -             | 51     | 21     |
| 2022–23               | АЗ                    | E                     | 23        | 9         | КН                 | 2                  | 2                  | ЛК                   | 8                    | 2                    | -             | -             | -             | 33     | 13     |
| Усього за АЗ          | Усього за АЗ          | Усього за АЗ          | 89        | 35        |                    | 7                  | 5                  |                      | 27                   | 6                    |               | -             | -             | 123    | 46     |
| Усього за кар'єру     | Усього за кар'єру     | Усього за кар'єру     | 198       | 61        |                    | 22                 | 9                  |                      | 27                   | 6                    |               | -             | -             | 247    | 76     |

### Статистика виступів за збірну
Станом на 22 серпня 2023
| Дата       | Місто     | Господарі | Результат | Гості         | Турнір            | Голи | Примітки |
| ---------- | --------- | --------- | --------- | ------------- | ----------------- | ---- | -------- |
| 9-1-2020   | Доха      | Швеція    | 1 – 0     | Молдова       | товариський матч  | -    | 78'      |
| 12-1-2020  | Доха      | Швеція    | 1 – 0     | Косово        | товариський матч  | -    | 73'      |
| 31-3-2021  | Стокгольм | Швеція    | 1 – 0     | Естонія       | товариський матч  | -    |          |
| 5-9-2021   | Стокгольм | Швеція    | 2 – 1     | Узбекистан    | товариський матч  | -    |          |
| 8-9-2021   | Афіни     | Греція    | 2 – 1     | Швеція        | Відбір до ЧС 2022 | -    | 77'      |
| 11-11-2021 | Батумі    | Грузія    | 2 – 0     | Швеція        | Відбір до ЧС 2022 | -    | 87'      |
| 29-3-2022  | Хожув     | Польща    | 2 – 0     | Швеція        | Відбір до ЧС 2022 | -    | 80'      |
| 19-11-2022 | Мальме    | Швеція    | 2 – 0     | Алжир         | товариський матч  | -    | 67'      |
| 27-3-2023  | Гетеборг  | Швеція    | 5 – 0     | Азербайджан   | Відбір до ЧЄ 2024 | 1    | 82'      |
| 16-6-2023  | Стокгольм | Швеція    | 4 – 1     | Нова Зеландія | товариський матч  | 2    |          |
| 20-6-2023  | Відень    | Австрія   | 2 – 0     | Швеція        | Відбір до ЧЄ 2024 | -    | 77'      |
| Усього     |           | Матчів    | 11        |               | Голів             | 3    |          |

## Досягнення
Особисті досягнення
- Нападник року Аллсвенскан: 2020[11]